# 加藤泰賢
加藤 泰賢（かとう やすまさ）は、江戸時代中期から後期にかけての大名。伊予国新谷藩6代藩主。

## 略歴
5代藩主・加藤泰宦の長男として誕生。
明和8年（1771年）、父の死去で跡を継ぐ。天明3年（1783年）には藩校・求道軒を創設して藩士子弟の養育に努めたが、寛政12年（1800年）より駿府加番となったためにそのための出費、並びに藩内における災害で凶作が相次ぎ、藩財政が破綻寸前となった。このため、倹約を徹底し、さらに藩士の知行削減や御用銀の拠出を行なったが、文化6年（1809年）、本家に援助を要請する。そして、新谷藩は事実上、大洲藩の管理下に置かれることとなった。そしてこの責任を取る形で、文化7年（1810年）3月10日、長男の泰儔に家督を譲って隠居し、翌年3月18日には剃髪した。
文政13年（1830年）10月21日、64歳で死去した。